# Paratelmatobius poecilogaster
Paratelmatobius poecilogaster är en groddjursart som beskrevs av Ariovaldo Antonio Giaretta och Castanho 1990. Paratelmatobius poecilogaster ingår i släktet Paratelmatobius och familjen tandpaddor. IUCN kategoriserar arten globalt som otillräckligt studerad. Inga underarter finns listade i Catalogue of Life.